# Lawtonka Acres
Lawtonka Acres es un lugar designado por el censo ubicado en el condado de Comanche en el estado estadounidense de Oklahoma. En el Censo de 2020 tenía una población de 187 habitantes y una densidad poblacional de 222,62 habitantes por km². Fue incluido como CDP en el censo de 2020.

## Geografía
Lawtonka Acres se encuentra ubicado en las coordenadas 34°46′44″N 98°31′50″O / 34.77889, -98.53056. Según la Oficina del Censo de los Estados Unidos,  tiene una superficie total de 0,84 km², de la cual 0,64 km² corresponden a tierra firme y 0,20 km² a agua.